# Flémalle
Flémalle (en való Flémåle) és un municipi belga de la província de Lieja en la regió valona situat a ambdós marges del Mosa. L'any 2006, tenia 25 140 habitants.

## Geografia
Flémalle se situa des de la fi de l'altiplà d'Haspengouw, a ambdós costats de la vall del Mosa al costat oest de l'aglomeració de Lieja i a la cruïlla de les línies ferroviàries 125 Liège-Namur i 125A Angleur-Flémalle-Haute (mercaderies). A l'altiplà dels Cahottes es connecta a l'autopista E42 (Duinkerke (F) - Lieja (B) - Sankt-Vith (B) - Aschaffenburg (D)), anomenada, per a la seva part valona la dorsale wallonne (trad.: l'espinada valona), l'eix est-oest més important de la regió.

## Història
El municipi és el resultat de la fusió dels municipis Awirs, Flémalle-Grande, Flémalle-Haute, Ivoz-Ramet i Mons-lez-Liège a l'1 de gener del 1977. Gleixhe ja va fusionar amb Les Awirs el 1964, Chokier ja va fusionar amb Flémalle Grande el 1969. Les Cahottes pertanyien al municipi d'Horion-Hozémont fins al 31 de desembre de 1976.
Per a la història anterior a la fusió, vegeu els articles referent als nuclis.

### Nuclis
- Chokier, Flémalle-Grande, Flémalle-Haute, Gleixhe, Les Awirs, Les Cahottes, Ivoz-Ramet, Ramioul i Mons-lez-Liège.

## Economia
Els nuclis rurals van transformar-se i desenvolupar-se al segle xix, durant la revolució industrial. Les mines de carbó i la indústria metal·lúrgica eren molt importants. Les mines van tancar-se als anys setanta del segle xx. Després del tancament de la fàbrica de canonades de ferro Tubemeuse, de la indústria pesant, només roman una entitat de producció del grup multinacional Arcelor-Mittal i unes pimes especialitzades. El 16 de juliol de 2004, el grup siderúrgic Arcelor-Mittal va decidir de construir la seva nova seu administrativa a Flémalle, una decisió aplaudida per a les forces vives, que hi veuen una garantia per al manteniment de l'ocupació industrial a la regió.
Des dels anys 80, un nou polígon industrial va desenvolupar-se per a la societat provincial d'industrialització SPI+ que reuneix unes 46 empreses petites i mitjanes industrials i de serveis. Tanmateix la fàbrica de Tubemeuse, al marge del riu i del port de Flémalle s'ha derrocat el 2007 i el siti esdevindrà un nou polígon industrial.

## Monuments i curiositats

### Flémalle Grande
- L'antiga casa de la vila
- El fort de Flémalle

### Flémalle Haute
- El castell la Petit Flemale
- El parc del castell
- El memorial André Cools
- El nucli antic

### Chokier
- El nucli antic, un dels «pobles més macos de Valònia»
- El castell de Chokier
- El pati «Clos de Chokier» en estil d'un tradicional hort de cura

### Ivoz-Ramet
- La Châtaigneraie, centre való d'art contemporani
- El castell de la Croix de Saint-Hubert
- El castell de Ramioul
- El castell de Ramet
- L'església Sants Pere i Pau de Ramet

### Mons-lez-Liège
- El castell de Mons-lez-Liège
- L'església Sant Lambert

### Gleixhe

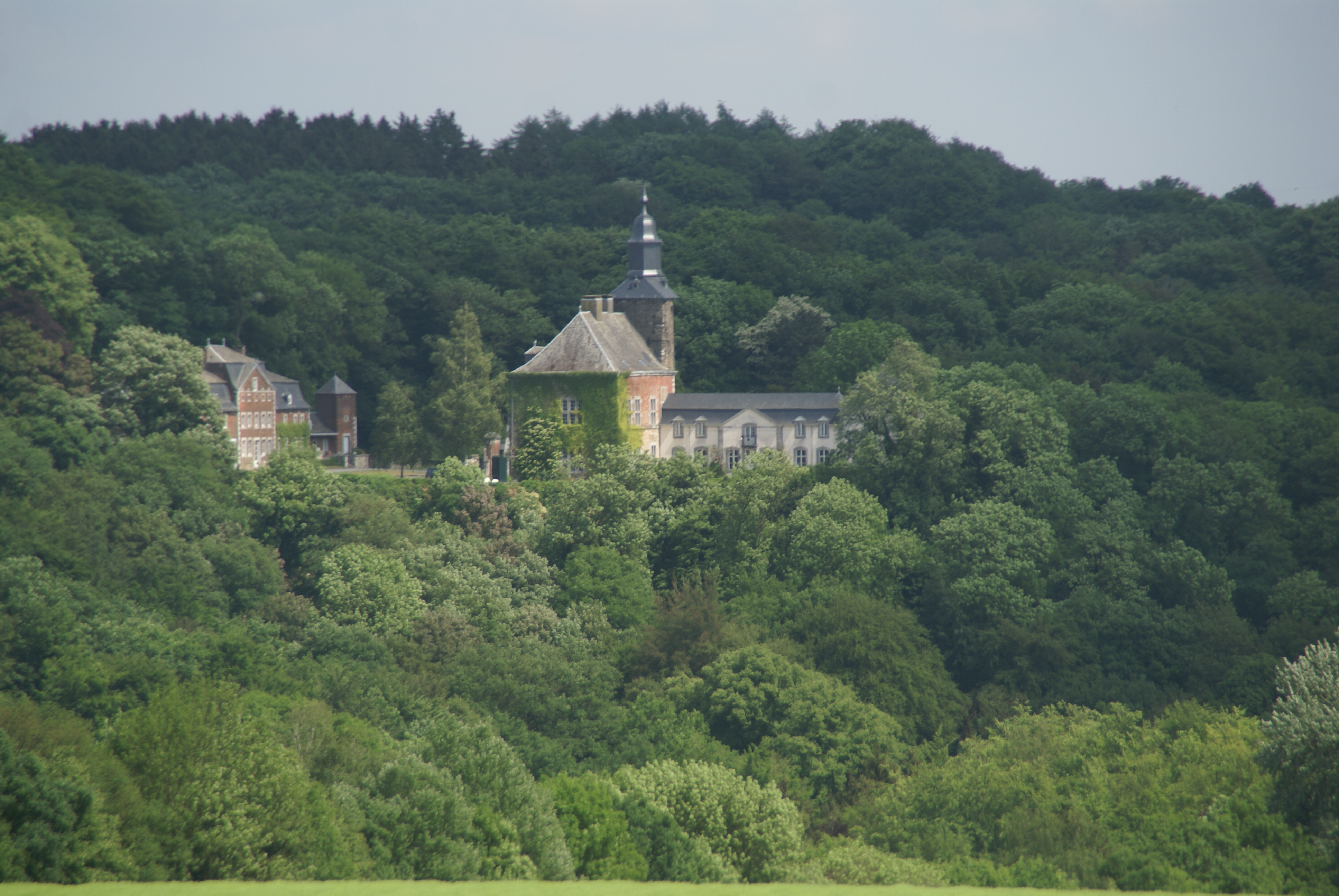
Castell de Hautepenne

- Castell de Hautepenne
- Església de Lambert
- Capella de Guidó d'Anderlecht

## Fills predilectes de Flémalle
- André Cools, polític del PS (partit socialista), (nascut a Flémalle-Grande, 1927 - assassinat a Lieja al1991)
- Robert Campin, pintor, dit Le Maître de Flémalle (1375-1444)